# Гуаясамин, Освальдо
Осва́льдо Гуаясами́н (исп. Oswaldo Guayasamín, 6 июля 1919 года — 10 марта 1999 года) — эквадорский художник, монументалист и скульптор, потомок индейцев кечуа. Известный мастер Латинской Америки XX века. Рисовал стенописи, портреты, пейзажи, символические образы в картинах. Ученик Хосе Клементе Ороско.

## Биография
Освальдо родился в бедной семье в городе Кито. Нищета была обыденностью. Семья имела 10 детей, Освальдо был старшим. Отец был индейцем, мать — из метисов. Фамилия «Гуаясамин» переводится с диалекта языка кечуа как «Белая птица».
В школе учился плохо, поменял несколько школ. Ничего, кроме рисования и игры на гитаре, его не привлекало. Важным этапом в жизни Гуаясамина было обучение в Школе изящных искусств города Кито. В 1941 году окончил с отличием школу искусств. В 1942 году он сам организовал свою первую выставку. Он начал иметь успех и получил приглашение на работу в США.
Сам художник делил всё своё творчество только на два периода:
- «Я и индейцы».
- «Гуаканьян» (в переводе с кечуа — Дорога слёз).

Более интересным и значимым оказался цикл «Дорога слёз». Созданный за два года, цикл состоит из 103 картин и воссоздаёт жизнь индейцев Латинской Америки. Несколько графическая манера живописи Гуаясамина с использованием художественного образа-знака и ограниченного колористического строя позволяла работать очень быстро.
После большого вернисажа в Кито в 1951 году картины выставляли во многих художественных центрах мира. В 1956 году в Испании цикл получил премию.
Гуаясамин неоднократно обращался к созданию портретов. Несмотря на упрощенную манеру рисования, они более реалистичны, чем основная часть произведений художника. Среди них портрет политического лидера Кубы — Фиделя Кастро, Саскии Гуаясамин, Тоти Родригес, Габриэлы Мистраль, несколько автопортретов.
Освальдо Гуаясамин имел признание при жизни. Об этом свидетельствуют вернисажи в столицах разных стран мира. В 1983 году его картины увидели зрители в Москве и в Ленинграде, в Эрмитаже. Выставку произведений Гуаясамина провел в 1973 году Музей современного искусства в Париже. Число посетителей выставки составило полтора миллиона.
Искусствоведы отмечают влияние на творчество художника произведений художников Мексики XX века (Диего Риверы, Ороско, Сикейроса и других). Это так и не так. Ибо никакой из настоящих художников Латинской Америки не мог равнодушно пройти мимо выдающихся достижения мексиканских мастеров в стенописи, в станковой живописи, в разработке собственно латиноамериканской тематики. К тому же Гуаясамин жил в Мексике, собственными глазами видел их стенописи, работал в мастерской Хосе Клементе Ороско. Но незначительные заимствованные детали не сделали из Гуаясамина копииста или неудачного эпигона Ороско. Его индивидуальная манера выстроена на символическом использовании красок и образов, стилизации индейских лиц, особой деформации художественных форм при сохранении реалистичных истоков этих форм. Человеческие руки играют часто главную роль в картинах Гуаясамина и поражают выразительностью значительно больше, чем человеческие лица.
Художник долго страдал от расизма окружения, унижения и обид, искусственной обособленности себя как индейца по происхождению. Поэтому темами его картин стали человеческое страдание, слепое отчаяние, боязнь, угнетение человека и сопротивление этому угнетению, тоска.
Тяга к символам отразилась в его пейзажах, где преобладают значительно упрощённые формы и гор, и домов, и водоёмов. При этом они вполне узнаваемы.
Освальдо Гуаясамин был коллекционером. После обретения финансовой независимости и благосостояния он начал активно коллекционировать керамику индейцев доколумбовой Америки, произведения искусства колониального периода (религиозная живопись, религиозная скульптура), картины некоторых мастеров, тесно связанных с культурой Испании (Гойи, Пикассо и других).
Ценное собрание произведений искусства находилось в собственном доме художника. Здание в колониальном стиле было дополнено модернистской достройкой по проекту самого Гуаясамина, который интересовался архитектурным проектированием, строительством, архитектурой. Но подавляющая деятельность в области живописи не позволяла уделять много времени собственной архитектурной практике.
В 1978 году известный уже тогда художник передал в дар государству Эквадор около 500 картин и скульптур колониального периода, археологические памятники доколумбового периода, картины Гойи и Пикассо.
Создан Музей Гуаясамина, работает личный Фонд Гуаясамина. В Кито построена Часовня Человечества (исп.) в слишком упрощённых формах, присущих и художественной манере художника, но с использованием модуля. В часовне экспонируются некоторые произведения Гуаясамина. Произведения художника неоднократно печатали различные издания мира.
…Такие люди, как Ороско, Ривера, Портинари, Тамайо и Гуаясамин, подобны вершинам Анд…
Пабло Неруда